# Baja California, Oaxaca
Baja California är en ort i Mexiko.   Den ligger i kommunen San Mateo Yucutindoo och delstaten Oaxaca, i den sydöstra delen av landet, 300 km sydost om huvudstaden Mexico City. Baja California ligger 1 123 meter över havet och antalet invånare är 352.
Terrängen runt Baja California är bergig västerut, men österut är den kuperad. Runt Baja California är det glesbefolkat, med 13 invånare per kvadratkilometer. Närmaste större samhälle är Llano Nuevo, 16,0 km söder om Baja California. I omgivningarna runt Baja California växer huvudsakligen savannskog.